# Eumorpha anchemolus
Eumorpha anchemolus là một loài bướm đêm thuộc họ Sphingidae. Loài này sinh sống phần lớn Hoa Kỳ và cũng phía nam đến tận México.
Ấu trùng ăn Parthenocissus quinquefolia và cũng nho.
Sải cánh dài 62–70 mm. Nó là một loài bướm đêm lớn. Nó tương tự như Eumorpha, nhưng kiểu màu sắc phía trên cánh trước ít tương phản và đa dạng hơn. Có một viền màu trắng dễ thấy trên cánh trước, được tìm thấy dọc theo lề sau từ gần cơ sở để vượt ra ngoài mảng hình thoi trung bình.

## Hình ảnh

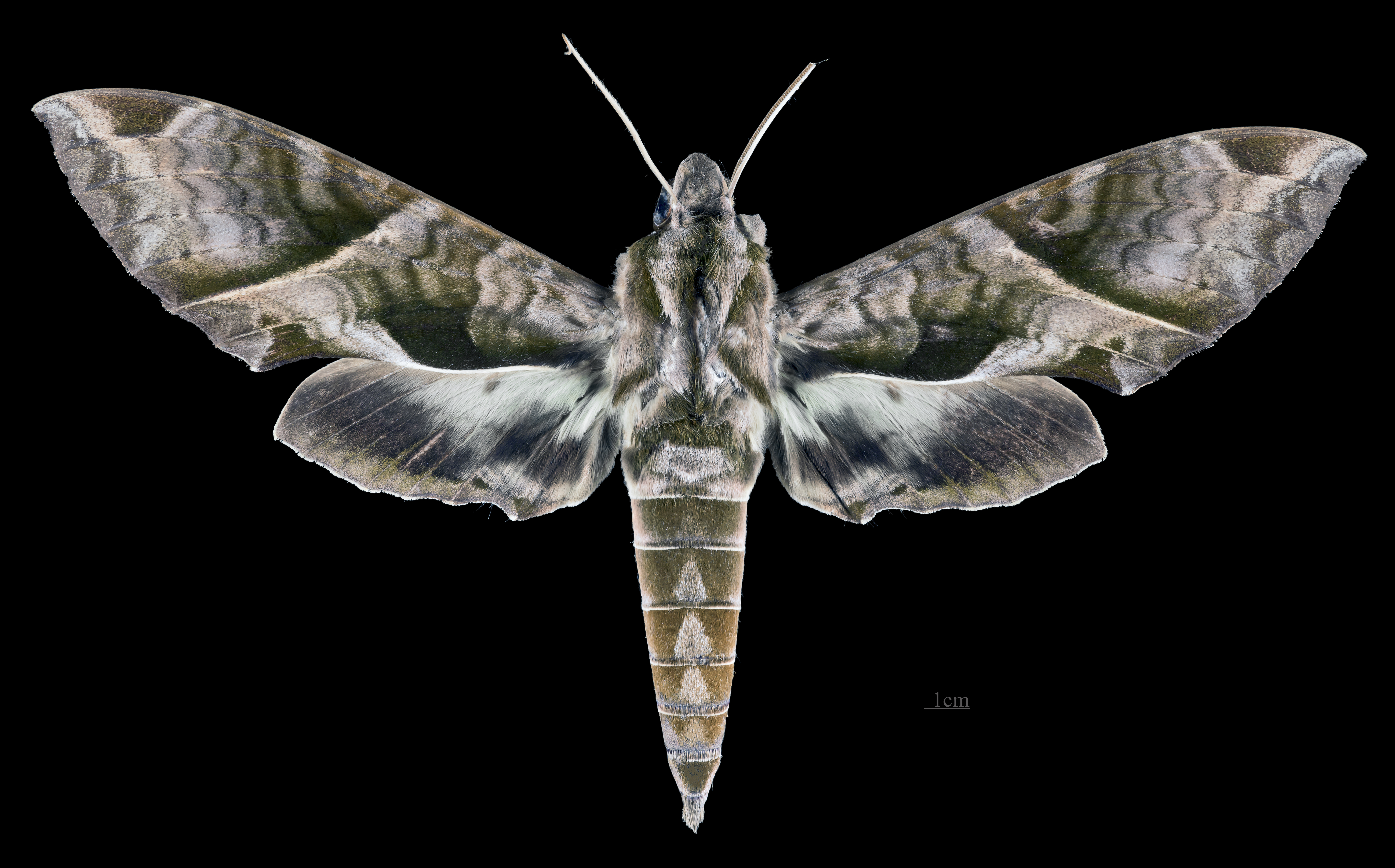
Eumorpha anchemolus ♂
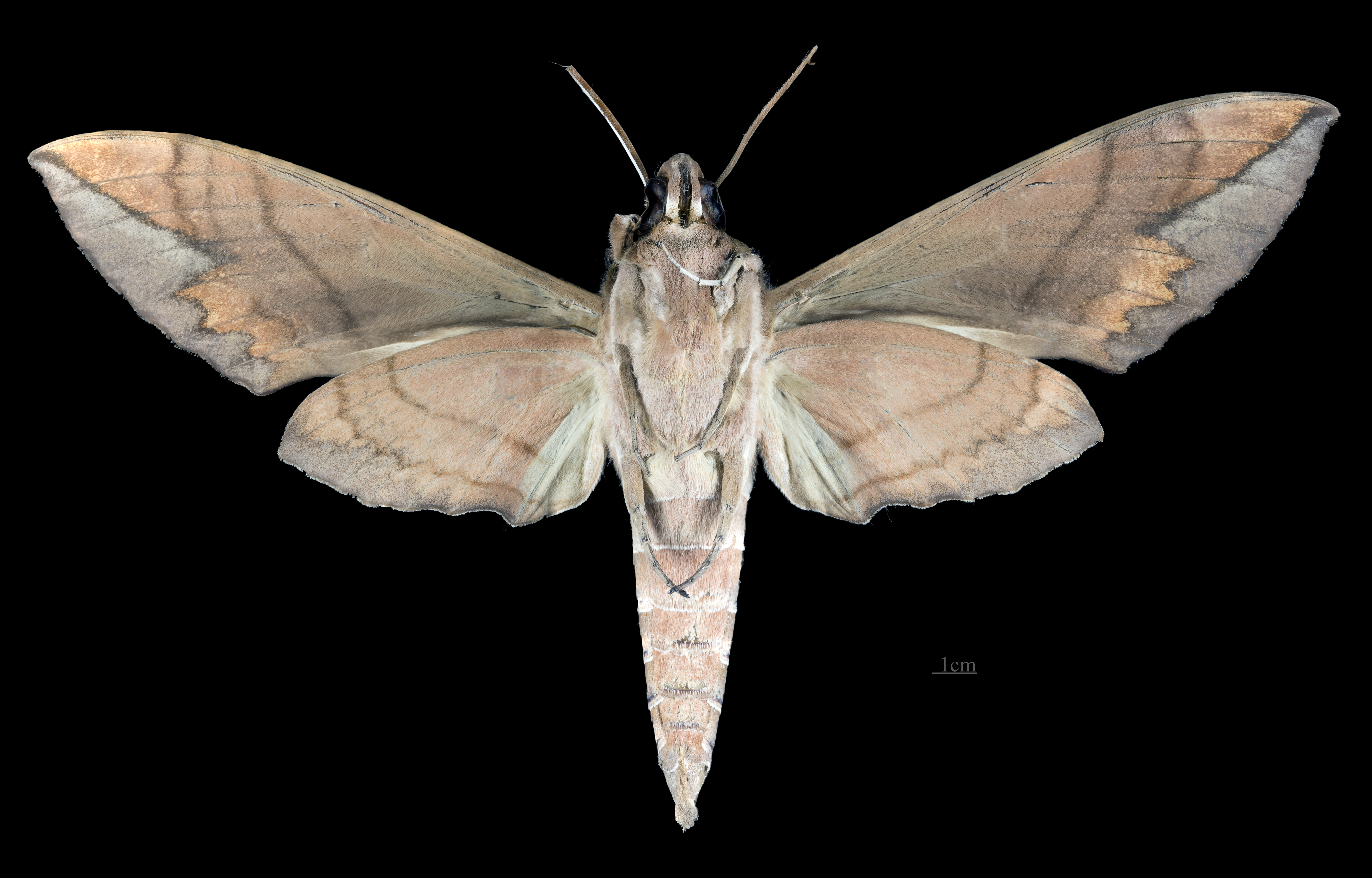
Eumorpha anchemolus ♂ △
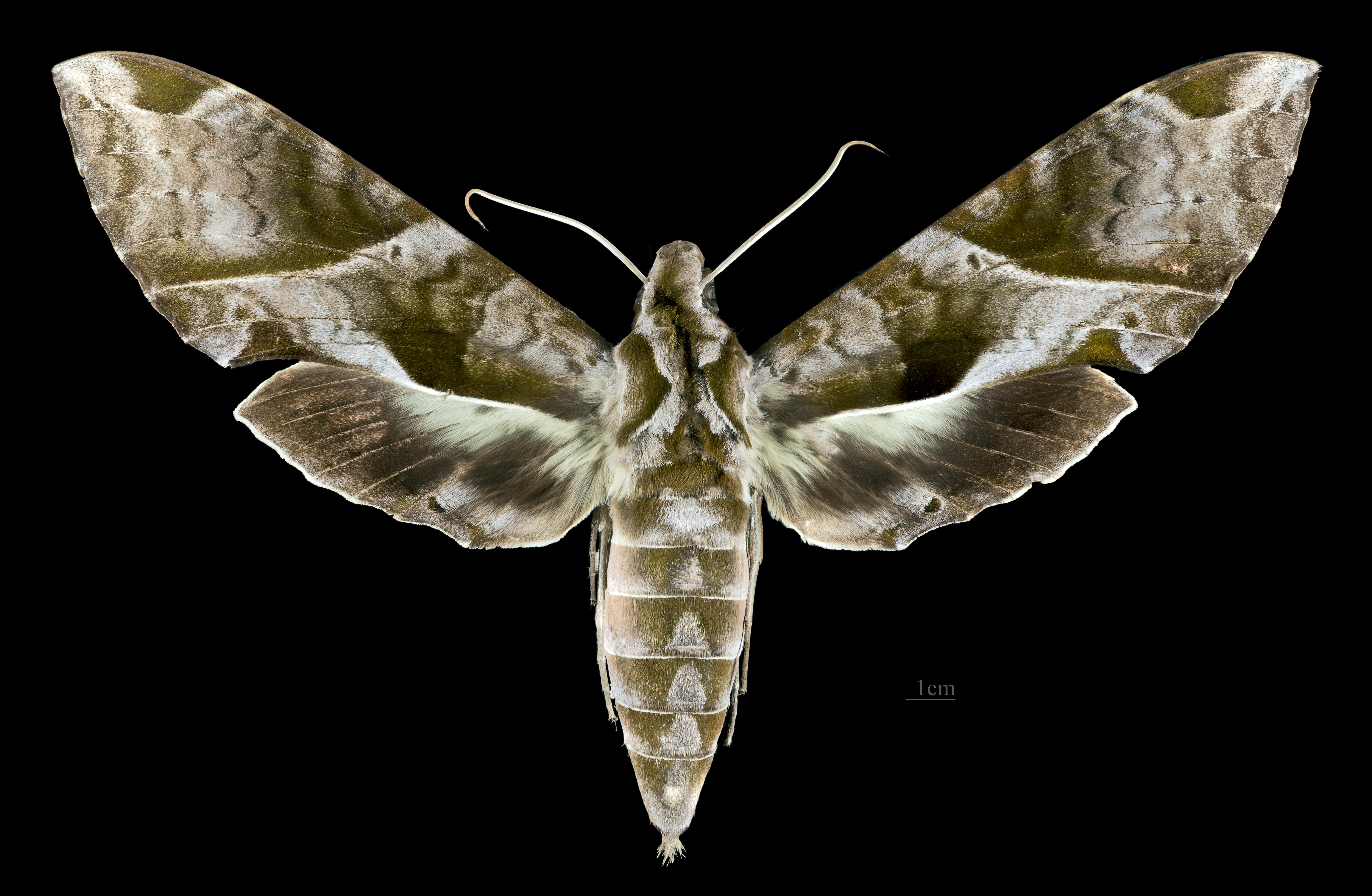
Eumorpha anchemolus ♀
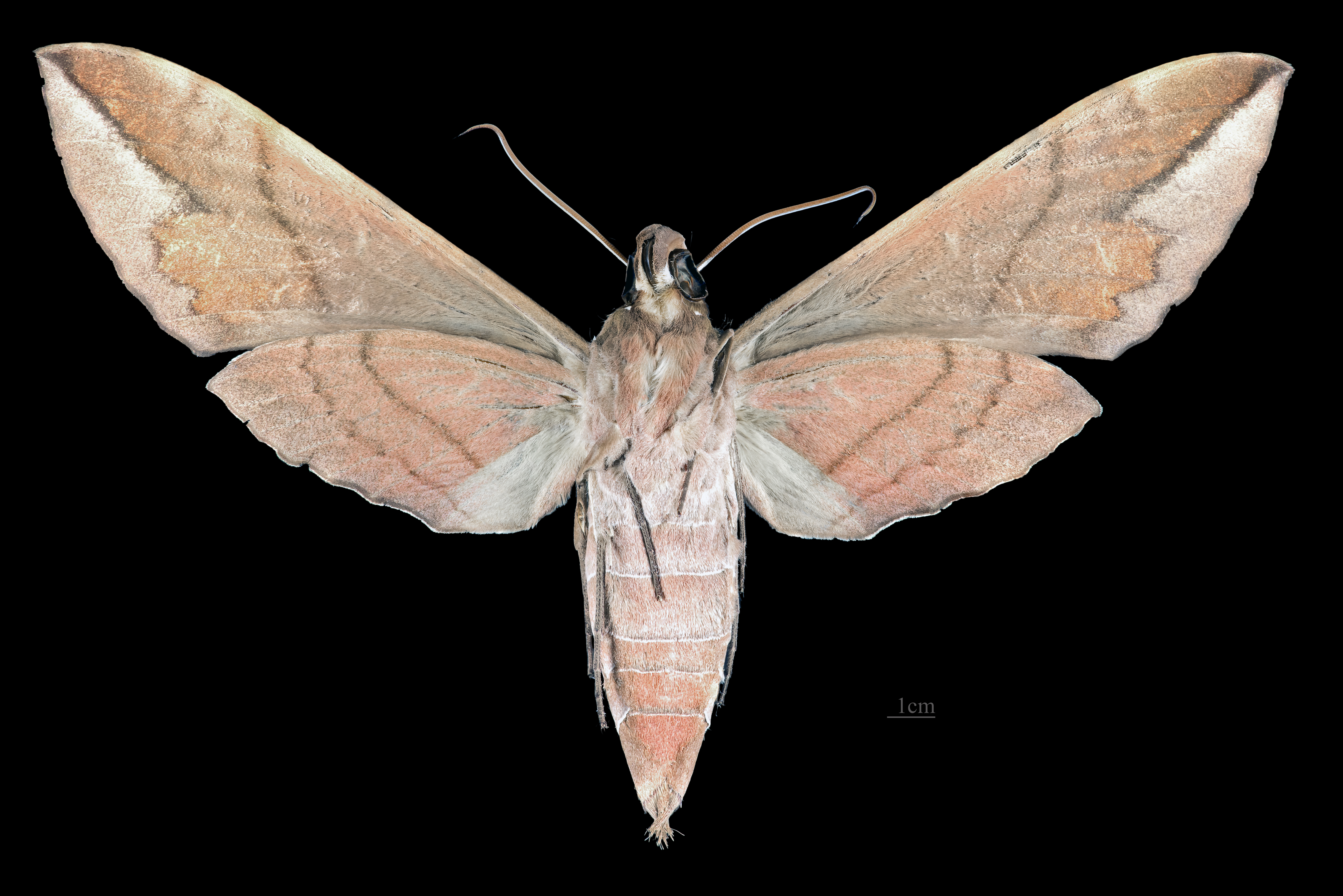
Eumorpha anchemolus ♀ △